# De la maison des morts
Z mrtvého domu
 (août 2022).
Si vous disposez d'ouvrages ou d'articles de référence ou si vous connaissez des sites web de qualité traitant du thème abordé ici, merci de compléter l'article en donnant les références utiles à sa vérifiabilité et en les liant à la section « Notes et références ».
Personnages
- Luka Kuzmič (ténor)
- Alexandr Petrovič Goryančikov (baryton)
- Skuratov (ténor)
- Šapkin (ténor)
- Čerevin (ténor)

Z mrtvého domu en français : « De la maison des morts » est un drame lyrique en trois actes de Leoš Janáček.

## L'œuvre
L'opéra De la maison des morts (Z mrtvého domu), aussi connu sous son titre en anglais From the House of the Dead, est la dernière œuvre lyrique de Leoš Janáček. Cet opéra, chanté en tchèque, est composé entre 1927 et 1928. Il est créé deux ans plus tard, le 11 avril 1930, de manière posthume, à Brno. Le livret est traduit et adapté par Leoš Janáček lui-même à partir du livre de Fiodor Dostoïevski Souvenirs de la maison des morts, ouvrage dans lequel l'écrivain raconte sa propre expérience du bagne.
Hormis deux ou trois courts passages, l'œuvre de Janáček suit de près le texte de l'écrivain : il n'y a pas une ligne de son livret qui ne soit pas directement liée au texte de Dostoïevski. « C'est dans la juxtaposition et la succession de ces emprunts que Janáček s'autorise… une certaine liberté… Le compositeur s'est livré à un exercice de découpage-collage. Un collage parfois naïf et magnifique qu'on retrouve en miroir dans l'hétérogénéité du matériau musical qui compose la partition. », selon Patrice Chéreau.  
Pour Pierre Boulez, « Tant dans sa forme musicale que théâtrale, De la maison des morts reste une œuvre primitive, dans le meilleur sens du terme. ». Il y a de nombreux endroits où la notation rythmique change. Tout se passe comme si Janáček a arrêté son travail à un point pour le reprendre ensuite en changeant son optique. Cette manière de faire rend l'œuvre extrêmement hasardeuse à diriger.
Janáček ne développe jamais. Au contraire, il répète puis modifie le motif de répétition, l'ostinato. C'est, en soi, une forme de primitivisme. L'œuvre comporte des moments très durs exprimant la colère, d'autres empreints de nostalgie, d'autres de désespoir. On saisit immédiatement le sens de la musique, de ce qu'elle exprime.
Janáček écrit cet opéra sachant que ce serait son dernier. Il rompt délibérément avec son habitude qui est de créer des personnages proches de Kamila Stösslová, la femme qu’il aime désespérément (cependant, les thèmes de la solitude et de l’isolement sont, à l’évidence, une réponse à l’indifférence de celle-ci à son égard). Fait marquant, il n’y a pas de personnage féminin dominant dans cet opéra. Le thème du bagne dans lequel se déroule l’action permet de donner à un grand ensemble vocal la possibilité d’exprimer des sentiments au lieu de confier ce soin à un ou plusieurs personnages principaux. Il n’y a pas de récit à proprement parler. Chaque acteur du drame lyrique raconte des épisodes de sa vie si bien qu’il y a « plusieurs récits dans le récit » tout au long du deuxième acte. L'opéra apparaît ainsi comme une suite d'instantanés sur la vie de bagnards, le compositeur « ponctuant les scènes de rixes, de larmes, de moments d'euphorie collective et d'une scène de fête (Le Jeu de Kedril et de Dom Juan et La Belle Meunière) qui confère au deuxième acte une dimension pirandellienne hallucinante. ». Dans cette musique de scène, l'orchestre fait entendre un déchaînement sonore, avec tutti orgiaques, fanfares, glas de cloches et de xylophones, mais ailleurs l'orchestration frappe surtout par ses couleurs dépouillées et glaçantes, qui n'excluent pas un lyrisme à fleur de peau.
De la maison des morts est quasiment terminé à la mort de Janáček. Deux de ses élèves, Osvald Chlubna et Břetislav Bakala, suivant les indications du compositeur, compléteront la partition, mais prendront des libertés avec le final pour le rendre plus optimiste. Otakar Zítek complète le travail de Bakala en changeant certaines parties du texte et en modifiant la suite des évènements. Plusieurs décennies plus tard, une version plus proche de la pensée réelle du compositeur, enregistrée par Charles Mackerras en 1980, supplante la version corrigée. C’est la plus jouée actuellement.
L’imposant orchestre nécessaire à l’interprétation de cette œuvre est enrichi par des bruits de chaînes utilisés en tant qu'instruments de percussion et destinés à évoquer la mort.
L'opéra a été présenté pour la première en France en 1966 à l'Opéra de Nice. Il fait partie du répertoire de l'Opéra de Paris depuis 1988.

## Les personnages
| Personnages                                             | Timbre de la voix        | Première, 11 avril 1930 (Direction: Břetislav Bakala) |
| ------------------------------------------------------- | ------------------------ | ----------------------------------------------------- |
| Alexandre Petrovitch Gorjantchikov                      | Baryton                  | Vlastimil Šíma                                        |
| Alieïa                                                  | Soprano/ Ténor           | Božena Žlábková                                       |
| Filka Morozov emprisonné sous le nom de Louka Kouzmitch | Ténor                    | Emil Olšovský                                         |
| Grand prisonnier                                        | Ténor                    |                                                       |
| Petit prisonnier                                        | Basse                    |                                                       |
| Commandant                                              | Baryton ou Baryton-basse |                                                       |
| Vieux prisonnier                                        | Ténor                    |                                                       |
| Skuratov                                                | Ténor                    | Antonín Pelz / Pelc                                   |
| Tchekounov                                              | Basse                    | Vladimír Jedenáctík                                   |
| Prisonnier ivre                                         | Ténor                    | Antonín Pelz / Pelc                                   |
| Cuisinier                                               | Baryton                  | Vladimír Jedenáctík                                   |
| Pope                                                    | Baryton                  | Adolf Brunner                                         |
| Jeune prisonnier                                        | Ténor                    | Vladimír Skalický                                     |
| Prostituée                                              | Mezzo-soprano            | Jožka Mattesová                                       |
| Prisonnier qui joue Don Juan et le Brahmin              | Basse                    |                                                       |
| Kedril                                                  | Ténor                    |                                                       |
| Chapkine                                                | Ténor                    | Valentin Šindler                                      |
| Chichkov                                                | Baryton                  |                                                       |
| Tcherevine                                              | Ténor                    |                                                       |

## Argument
L'action se déroule dans une katorga sur les rives de l'Irtych, en Sibérie occidentale.

### Acte I
Un prélude assez important introduit l'œuvre. Il est très émouvant et évocateur dans la mesure où il nous plonge dans une atmosphère lourde, rude et grave, comme le sera la musique tout au long de l'œuvre. Ce prélude était d'ailleurs primitivement composé pour un projet inabouti de Concerto pour violon qui devait s'appeler Les errances de l'âme, errances que l'on pourrait rapprocher de celles des prisonniers et de leurs journées épuisantes et sans but et ne sachant combien de temps leur calvaire durera.
Le jour se lève. Les détenus sortent des baraquements et commencent à vaquer à leurs occupations avant le rassemblement pour la corvée. Les prisonniers se disputent. Arrive Goriantchikov, un noble condamné pour activisme politique. Il attire l'attention des détenus de droit commun et suscite l'hostilité du Commandant du camp. Ses effets personnels confisqués, il est soumis à la bastonnade dans l'indifférence des autres prisonniers occupés à martyriser un aigle blessé qu'ils ont capturé et dont ils admirent le caractère indomptable. Les gardes les mettent brutalement au travail.
Une partie des prisonniers quitte le camp en chantant pour se rendre sur le lieu de leur corvée. Les autres s'acquittent de leur besogne sur place. Parmi ceux qui restent au camp : un jeune Tatar, Alieïa, doux et conciliant, l'agressif Louka et le naïf Skouratov qui raconte sa vie à Moscou.
Louka parle de son précédent séjour en prison, comment il a tué le commandant et comment il a été battu d'importance avant d'être envoyé à la katorga. On ramène alors Goriantchikov dans un triste état physique.

### Acte II
Un an plus tard…
Les détenus sont à la tâche sur les rives de l'Irtych. Goriantchikov s'est lié d'amitié avec Alieïa qui lui parle de sa sœur et de sa mère. Goriantchikov lui propose de lui apprendre à lire et à écrire. Des cloches annoncent la fin de la journée de travail et le début d'une soirée de fête.
Après le passage du pope, les prisonniers dînent en attendant le spectacle que doivent donner certains d'entre eux.. Au cours du repas, Skouratov raconte le crime qui l'a conduit au bagne : il a tué le riche Allemand que sa bien-aimée Louisa a été forcée d'épouser. Les invités arrivent. Le spectacle va commencer. Il s'agit de deux burlesques histoires de séduction : le jeu de Kedril et de Don Juan puis la Pantomime de la belle meunière. La soirée semble en passe de s'achever sans incident. Les prostituées qui sont entrées dans le camp entraînent un prisonnier. Goriantchikov et Alieïa boivent du thé et suscitent la jalousie d'un détenu qui se jette sur Alieïa et le poignarde.

### Acte III

#### Premier tableau
Dans l'infirmerie, Goriantchikov veille Alieïa. Tchékounov leur apporte du thé déclenchant les railleries d'un Louka à l'agonie. Chapkine raconte comment il s'est fait arrêter en train de cambrioler tandis que Skouratov sombre dans la démence.
Le récit de Chichkov attire l'attention générale lorsqu'il raconte comment il épousa une jeune fille, Akoulina, qu'un certain Filka se vante d'avoir déshonorée et comment, au jour de ses noces, il s'avère qu'elle est toujours vierge. L'impulsif Chichkov égorge sa femme lorsqu'il s'aperçoit qu'elle est toujours amoureuse de Filka. À la fin du récit, Louka expire et Chichkov reconnaît en lui l'infâme Filka qu'il a laissé pour mort. Il insulte la dépouille. Un garde entre pour emmener Goriantchikov.

#### Second tableau
Le Commandant annonce à Goriantchikov qu'il est libre. Alieïa se jette au cou de ce dernier en l'appelant « son père » car il sait lire à présent. Les détenus libèrent l'aigle qui est guéri (symbole de l'espoir d'être libre un jour?). Goriantchikov quitte la katorga tandis que les prisonniers dont Alieïa, maintenant de nouveau seul, retournent à la tâche.
Il y a une certaine controverse quant à la fin de l'opéra. Faut-il adopter une fin « optimiste  » (un optimisme certes très relatif !) en terminant l'œuvre par le vol de l'aigle guéri ou par l'appel rugissant d'un gardien ordonnant aux prisonniers de rentrer dans leurs cellules, fin « pessimiste » qui nous laisse penser que personne n'aura la chance de Goriantchikov ? Au metteur en scène de choisir.

## Discographie
- Decca : Orchestre philharmonique de Vienne placé sous la direction de Sir Charles Mackerras (Version originale)[7].
- Deutsche Grammophon (DVD) : Olaf Bär, Eric Stocklossa, Stefan Margita ; Mahler Chamber Orchestra, Arnold Schönberg Choir ; chef d’orchestre Pierre Boulez, metteur en scène Patrice Chéreau. Patrice Chéreau explique dans le DVD que tout le texte est tiré mot pour mot de Dostoïevski, à quelques transitions près ajoutées par Janacek lui-même. Cela en fait, avec l’Elektra de Richard Strauss, l’une des adaptations à l’opéra les plus fidèles à leurs sources littéraires. Comme dans le Billy Budd de Britten, tous les personnages sont des hommes. Et comme Billy Budd, De la Maison des Morts montre cruauté et détresse dans un univers clos et confiné. Vingt-cinq ans après la célèbre réalisation de la Tétralogie de Wagner à Bayreuth, on a réuni à nouveau, ici au Festival d’Aix, le chef Pierre Boulez, le metteur en scène Patrice Chéreau, et les décors de Richard Peduzzi pour cet événement. Mais contrairement à la Tétralogie, ici les décors sont bien plus réalistes, les murs froids d’un pénitencier, et la mise en scène bien plus dépouillée et touchante par l’émotion qu’elle suscite. Le gris et le noir sont omniprésents, comme l’est l’œuvre elle-même et son atmosphère de bagne de Sibérie, avec promiscuité, violence, injustices. Il n’y a d’ailleurs pas d’histoire proprement dite, mais plutôt une succession d’épisodes, souvent récits des différents forçats. L’œuvre vaut pour l’atmosphère qui y règne, son pessimisme exceptionnel, sa beauté désespérée. L’association Dostoïevski-Janacek-Boulez-Chéreau, dans des conditions d’image et de son aussi fidèles, offre une expérience rare. Les commentaires du livret de Pierre Boulez et Patrice Chéreau, excellents et passionnants, en sont une très bonne introduction[8].